# Her Mother's Wedding Gown
Her Mother's Wedding Gown è un cortometraggio muto del 1910 diretto da Laurence Trimble; il film ha come interpreti Van Dyke Brooke e Florence Turner, una delle attrici più note del cinema muto degli anni dieci.

## Produzione
Il film fu prodotto dalla Vitagraph Company of America.

## Distribuzione
Distribuito dalla General Film Company, il film - un cortometraggio in una bobina - uscì nelle sale cinematografiche statunitensi il 6 agosto 1910.